# Briofiti
Briofiti (pogosto imenovani kar mahovi) ali necevnice so neformalna skupina, ki jo sestavljajo tri debla kopenskih rastlin (embriofitov) brez prevajalnih tkiv: jetrenjaki (Marchantiophyta), rogačarji (Anthocerotophyta) in mahovi (Bryophyta) v ožjem pomenu besede. Te tri skupine velikokrat poenostavljeno imenujemo kar mahovi, pri čemer mislimo na mahove v širšem pomenu besede (ne zgolj na deblo Bryophyta). Za briofite so značilne majhne velikosti in vlažni habitati, četudi lahko nekatere vrste preživijo tudi v bolj aridnih (suhih) območjih. Briofiti obsegajo okoli 20 000 rastlinskih vrst. Razmnoževalne strukture briofitov so značilno zaprti gametangiji in sporangiji, ne tvorijo pa cvetov in semen. Razširjajo se s pomočjo spor (trosov). Briofiti tvorijo parafiletsko in ne naravne (monofiletske ali klada) skupine. Kljub temu nekatere študije zagovarjajo monofiletskost briofitov, ki naj bi njihovem predstavljali klad. Izraz briofit (ang. bryophyte) izvira iz grščine βρύον, bryon "mah" in φυτόν, phyton "rastlina".

## Terminologija
Izraz Bryophyta je prvi predlagal A. Braun leta 1864. G.M. Smith je skupino ugnezdil med alge (Algae) in praprotnice (Pteridophyta).

## Osnovne značilnosti
Med osnovne značilnosti, ki neko rastlino uvrščajo med briofite, spadajo naslednje:
- v življenjskem ciklu prevladuje haploidna gametofitska generacija[12]
- sporofiti niso razvejani[12]
- prevajalno tkivo, ki bi vsebovalo lignin, ni prisotno (četudi se pri nekaterih naprednejših že pojavljajo specializirana tkiva, ki prenašajo vodo)[12]

| Deblo      | Približek števila vrst | Značilnosti | Habitati |
| ---------- | ---------------------- | --- | --- |
| Rogovnjaki | približno 100          | Steljkast dominanten gametofit, rizoidi so (enocelični), v celici običajno en velik kloroplast, odvisen in majhen sporofit (dolg in ozek, brez pecljatega dela - sete), kutikula, listne reže, ni prevajalnih tkiv     | Zmerno vlažni habitati in tropi                                                                                |
| Jetrenjaki | približno 6000         | Steljkast ali listast dominanten gametofit, rizoidi so (enocelični), v celici več manjših kloroplastov, proizvodnja zarodnih brstičev, odvisen in majhen sporofit, kratka seta, listnih rež ni                         | Zmerno vlažni habitati in tropi, nekaj vodnih, nekateri epifiti                                                |
| Mahovi     | približno 9500         | Listast dominanten gametofit, rizoidi so (večcelični), več kloroplastov v celici, proizvodnja zarodnih brstičev, nekateri imajo celice leptoide in hidroide, odvisen in majhen sporofit, zgrajen iz pušice, dolge sete | Zmerno vlažni habitati in tropi, pa tudi vodni, puščavski in prebivalci polarnih območij (Arktike, Antarktike) |

## Habitat
Briofiti ali mahovi v širšem pomenu besede se pojavljajo v raznolikih habitatih. Rasti zmorejo v širokem razponu temperatur (vse od temperatur hladnih polarnih območij do vročih puščavskih podnebij), na raznih nadmorskih višinah (tako v gorah kot tudi na nižje ležečih pobočjih) in različnih vlažnostnih pogojih (tako v aridnih predelih kot tudi močno vlažnih deževnih gozdovih). Briofiti poseljujejo tudi predele, ki za višje rastline niso gostoljubni, ker se te zanašajo na črpanje hranil iz prsti s pomočjo korenin, medtem ko briofiti preživijo tudi na skalah in v revni zemlji.

## Življenjski cikel
Tako kot za vse ostale kopenske rastline je tudi za briofite značilen življenjski cikel z izmenjavo generacij, tako imenovana metageneza. V vsakem ciklu se menjujeta haploidni gametofit, čigar celice vsebujejo točno določeno število nepodvojenih kromosomov, in diploidni sporofit, ki ga sestavljajo celice z dvema setoma kromosomov. V gametofitih nastajajo gamete (spolne celice): moške spermalne celice in ženske jajčne celice, ki se spojijo ter tvorijo diploidno zigoto, ki zraste v sporofit. Sporofiti so mesto nastanka haploidnih spor (z mejotsko delitvijo), ki zrastejo v gametofit.
Za briofite je značilna prevlada gametofitske generacije, kar pomeni, da je bolj izrazita in dlje živeča struktura haploidni gametofit. Diploidni sporofit se pojavi le izjemoma in je življenjsko odvisen od gametofita, na katerega je tudi pritrjen.
Nastanek sporofita je pri različnih skupinah briofitov različen. Tako mahovi (v ožjem pomenu besede) kot rogačarji imajo posebno meristematsko cono, kjer se dogaja celična delitev. Pri rogovnjakih je ta meristematska linija na bazi, kjer se konča predel noge (sesalni del ali havstorij), in celična delitev potiska sporofit navzgor. Pri mahovih je meristematsko območje nameščeno na predel med pušico (kapsulo) in vrhom sete (peclja), pri čemer celice nastajajo v smeri navzdol in podaljšujejo seto. Pri jetrenjakih meristema ni in podaljševanje sporofita je posledica celične rasti.
Jetrenjaki, mahovi in rogovnjaki skoraj vso svoje življenje preživijo v obliki gametofita. Gametangiji (mesta nastanka gamet), arhegoniji (ženski gametangiji) in anteridiji (moški gametangiji), nastajajo na gametofitih. Pogosto se tvorijo na gornjih delih poganjkov, v bližini lističev (filoidov) ali nekje v steljki gametofita. Pri nekaterih briofitih, kot so denimo jetrenjaki rodu Marchantia (na primer studenčni jetrenjak), nastajajo dobro izoblikovane strukture, ki nosijo gametangije (tako imenovani gametangiofori). Spermalne celice so običkane in morajo preplavati razdaljo med anteridiji, kjer nastajajo, ter arhegoniji, kjer jih čaka jajčna celica. Anteridiji in arhegoniji namreč niso nujno na isti rastlini. Pri prenosu spermatozoidov lahko pomagajo celo nekateri členonožci.
Oplojena jajčeca postanejo zigote, ki se nato v notranjosti arhegonijev razvijejo v embrie sporofitov. Tudi zreli sporofiti ostanejo pritrjeni na gametofite. Zgrajeni so iz peclja, ki ga imenujemo seta, in enega sporangija ali pušice (tudi kapsule ali trosovnika). V sporangijih preko mejotske delitve nastajajo spore, ki so haploidne. Za razširjanje spor po navadi poskrbi veter, na primernih rastiščih pa spore zrastejo v nov gametofit.

### Spolnost
Pojavljanje anteridijev in arhegonijev na posamičnih osebkih briofitov je navadno vrstno specifična, četudi na ta pojav pri nekaterih vrstah vplivajo okoljski dejavniki. Kadar lahko ločimo individualne moške in ženske osebke, so briofiti dvodomni (diecični). Dvodomne rastline imajo torej osebke, ki so enospolniki (na vsaki rastlini so razmnoževalni organi le enega spola, bodisi moškega bodisi ženskega). Nasprotje dvodomnih rastlin so enodomne, za katere je značilno, da so njihovi pripadniki dvospolni (hermafroditski). Na isti rastlini so namreč razviti tako moški kot tudi ženski razmnoževalni organi (anteridiji in arhegoniji).

## Klasifikacija in filogenija
Tradicionalno so vse živeče kopenske rastline brez prevajalnih tkiv uvrščali v eno taksonomsko skupino, najpogosteje na ravni debla. V zadnjih desetletjih se je pojavil dvom o monofiletskosti briofitov, saj so filogenetske raziskave pokazale, da naj briofiti ne bi tvorili naravne (monofiletske) skupine in jih posledično ni smotrno združevati v enem taksonu. Študija iz leta 2005 je podprla tradicionalni pogled na briofite kot klad, medtem ko je skupina strokovnjakov leta 2010 pokazala, da briofiti kot celota (torej rogovnjaki, jetrenjaki in mahovi) niso monofiletski (so parafiletski), četudi je vsaka podskupina monofiletska.
Znotraj parafiletskih briofitov ločimo tri klade: rogovnjake, jetrenjake in mahove (v ožjem pomenu besede). Četrti klad kopenskih rastlin (embriofitov) predstavljajo višje rastline (tudi cevnice ali brstnice). V skladu s spoznanji te analize naj bi bili rogovnjaki sestrska skupina višjih rastlin. Filogenija briofitov še ni dorečena, saj analize dajejo nasprotujoče si rezultate. Tako zaporedje genov kaže na parafiletskost briofitov, medtem ko zaporedje aminokislin nakazuje monofiletskost.

### Parafiletski pogled
|  | mahovi                                                        |
|  |                                                               |
|  | \| \| rogovnjaki \| \| \| \| \| \| višje rastline \| \| \| \| |
|  |                                                               |
|  | rogovnjaki                                                    |
|  |                                                               |
|  | višje rastline                                                |
|  |                                                               |

|  | rogovnjaki     |
|  |                |
|  | višje rastline |
|  |                |

|  | mahovi                                                        |
|  |                                                               |
|  | \| \| rogovnjaki \| \| \| \| \| \| višje rastline \| \| \| \| |
|  |                                                               |
|  | rogovnjaki                                                    |
|  |                                                               |
|  | višje rastline                                                |
|  |                                                               |

|  | rogovnjaki     |
|  |                |
|  | višje rastline |
|  |                |

|  | mahovi                                                        |
|  |                                                               |
|  | \| \| rogovnjaki \| \| \| \| \| \| višje rastline \| \| \| \| |
|  |                                                               |
|  | rogovnjaki                                                    |
|  |                                                               |
|  | višje rastline                                                |
|  |                                                               |

|  | rogovnjaki     |
|  |                |
|  | višje rastline |
|  |                |

|  | mahovi                                                        |
|  |                                                               |
|  | \| \| rogovnjaki \| \| \| \| \| \| višje rastline \| \| \| \| |
|  |                                                               |
|  | rogovnjaki                                                    |
|  |                                                               |
|  | višje rastline                                                |
|  |                                                               |

|  | rogovnjaki     |
|  |                |
|  | višje rastline |
|  |                |

### Monofiletski pogled
Alternativna filogenija, ki temelji na aminokislinah (in ne genih), kaže, da naj bi bili briofiti klad:
|  | rogovnjaki                                            |
|  |                                                       |
|  | \| \| jetrenjaki \| \| \| \| \| \| mahovi \| \| \| \| |
|  |                                                       |
|  | jetrenjaki                                            |
|  |                                                       |
|  | mahovi                                                |
|  |                                                       |

|  | jetrenjaki |
|  |            |
|  | mahovi     |
|  |            |

|  | rogovnjaki                                            |
|  |                                                       |
|  | \| \| jetrenjaki \| \| \| \| \| \| mahovi \| \| \| \| |
|  |                                                       |
|  | jetrenjaki                                            |
|  |                                                       |
|  | mahovi                                                |
|  |                                                       |

|  | jetrenjaki |
|  |            |
|  | mahovi     |
|  |            |

Nekatere študije predlagajo, da naj bi monofiletsko skupino tvorili jetrenjaki in mahovi, medtem ko naj bi bili rogovnjaki sestrska skupina višjih rastlin.